# Вулиця Київська (Львів)
Ву́лиця Ки́ївська — вулиця у Франківському районі міста Львова, в місцевості Новий Світ. Сполучає вулиці Чупринки і Антоновича та утворює перехрестя з вулицями Єфремова, Коновальця, Русових. Прилучаються вулиці Глибока, Здоров'я.

## Назва
- Байкова — до 1863 року, найімовірніше від назви місцевості На Байках, в межах якої вулиця розташовувалась.
- Штандовска бічна — від 1863 року.
- На Байках — від 1871 року.
- Штауфенґассе — з травня 1942 року.
- На Байках — повернена довоєнна назва у липні 1944 року.
- Київська — у 1950 році, на честь столиці України міста Києва[9].

## Забудова
В архітектурному ансамблі вулиці Київської переважають архітектурні стилі — класицизм, сецесія, конструктивізм. Декілька будинків внесено до Реєстру пам'яток архітектури місцевого значення.

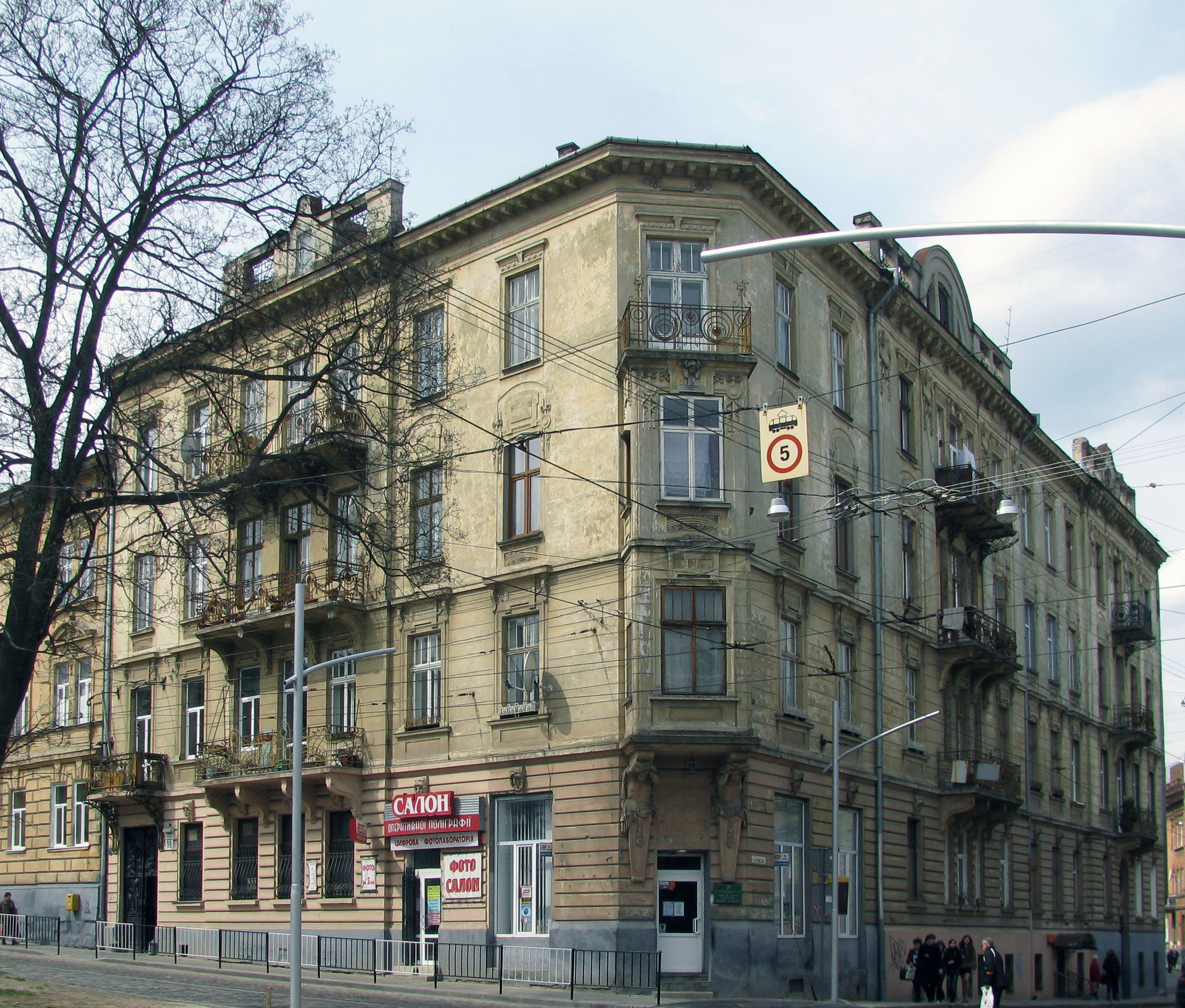
Кам'яниця Юліуша Цибульського
(вул. Чупринки, 38 / вул. Київська, 1)

№ 1 — чотириповерхова кам'яниця, на розі з вулицею Чупринки (інша адреса — вул. Чупринки, 38), споруджена за проєктом архітектора Юліана Цибульського у 1907 році, скульптури атлантів — Броніслава Солтиса. Власником будинку з 3 червня 1907 року до 28 вересня 1910 року був Юліуш Цибульський. Тут також містилося архітектурне бюро Цибульського та його помешкання. В одному з напівпідвальних приміщень будинку у міжвоєнний період працювала перукарня Гана. Нині в наріжнику будинку міститься відділення «Ощадбанку», а у напівпідвальних приміщеннях будинку міститься солярій, а також тривалий час працював валютний кантор та офіс компанії «News Lemberg Info», нині — магазин «Сама ліпила».
№ 2 — чотириповерхова кам'яниця на розі з вулицею Чупринки (інша адреса — вул. Чупринки, 36), в якій за Польщі містилися торгово-рільничий дім Альмана «Ролекс» та бюро міжнародних морських ліній «Балтійсько-Американська лінія», за радянських часів — їдальня «Домова кухня» та магазин «Продукти». За часів незалежності в приміщенні їдальні відкрилася піцерія «Нью-Йорк Стріт», нині тут відділення «Приватбанку». Також нині в будинку містяться магазини «АВС-Продукти» та «Сумки, євро одяг».
№ 4 — а Польщі у цьому будинку містилися магазин канцелярського приладдя Беґляйтера та перукарня Бюргера, за радянських — штаб добровільних народних дружин Радянського району, нині тут Львівська міська рада ветеранів України. 
№ 5 — у давній будівлі, що мала цю адресу, до 1939 року містилися об'єднані текстильні фабрики, по війні будинок розібраний і на його місці наприкінці 1960-х років спорудили п'ятиповерховий житловий будинок. Перший поверх сучасного будинку за радянських часів займав магазин «Молоко», за часів незалежності — продуктовий магазин «Еколан», а нині — магазин «Продукти». 
№ 6 — триповерхова кам'яниця розташована на розі з вулицею Глибокою. За Польщі в будинку містився готель Манделя «Віденський», від радянських часів й до 2018 року тут працював магазин «Хліб-Булки». Нині тут працює салон оперативної поліграфії та фотосалон «Фотоманія», а в приміщенні колишнього хлібного магазину віднедавна працює аптечна крамниця мережі «Будьте здорові».
№ 7 — будинок розташований на розі з вулицею Здоров'я, приміщення першого поверху якого до 1939 року займала кондитерська Бунда та майстерня з ремонту взуття, за радянських часів тут було кафе «Бістро», а нині тут міститься бістро-піцерія «Сіли-З'їли» та крамниця «Щирецькі ковбаси».
№ 8 — від радянських часів і майже до середини 2010-х років тут працював магазин «Продукти», від 2013 року — продуктовий магазин № 5 мережі «Близенько».
№ 9 — будинок розташований на розі з вулицею Здоров'я, за Польщі тут була нафтово-технічна спілка «Попенд», за радянських часів — овочевий магазин, пізніше — магазин «Продукти». Нині тут містяться аптечний магазин мережі аптек «DS».
№ 10 — житловий будинок зведений у 1926 році за проєктом Юзефа Авіна у стилі функціоналізму. Фасад має виразний ліпний декор — круглі та овальні рельєфні медальйони. На кожному з 4-х поверхів (окрім першого) розташовувались по одній 3-кімнатній та 4-кімнатній квартирі, що були оснащені санвузлами. У радянські часи квартири на 3-му та 4-му поверхах були розділені. Нині на першому поверсі міститься магазин «Хлібні історії».
№ 11 — за польських часів тут розташовувалася папіросна фабрика «Прімус», нині — міське комунальне підприємство ремонтно-будівельне управління № 1.
№ 12 — будинок збудований у 1938—1939 роках для Ромуальди Ярошевської за проєктом архітектора Стефана Мічинського. Нині на першому поверсі будинку міститься магазин «Родинна ковбаска».
№ 15 — чотириповерховий житловий будинок, на першому поверсі якого за Польщі містилося електротехнічне підприємство Смоляни «Мікрофон», за радянських часів — опорний пункт правопорядку, нині тут ресторан «Веселий Роджер» та ломбард «Реверс».
№ 16 — триповерхова кам'яниця, в приміщеннях першого поверху якої у різні часи містилися комісійний магазин, крамниця «Натуральні продукти», нині — крамниця алкогольних напоїв мережі «Чарка до свята», також в будинку міститься офіс приватного нотаріуса. 
№ 18 — триповерхова кам'яниця, в приміщенні на першому поверсі якої до 2018 року містився магазин дитячого одягу та жіночої білизни, а нині — офіс туристичної агенції «Kvitka travel». У квартирі № 8 до 1997 року мешкав український графік Валентин Бунов.
№ 20. До 1939 року на цьому місці була фабрика чорнила Моравського. У радянські часи тут був сквер. У 2000-х роках на місці фабрики спорудили чотириповерховий житловий будинок з вбудованими об'єктами (приміщеннями) торгівлі. Нині у цих приміщеннях містяться магазин-кав'ярня «Правдива кава» та караоке-бар «Хуліганка».
№ 21 — триповерхова кам'яниця збудована у 1924 році на замовлення Хелени Глянцер. Перші плани затверджені 23 вересня 1923 року. Згодом їх дещо змінили, додавши ще один поверх. Нині кам'яниця використовується, як офісний центр, у якому містяться офіс управлінської компанії «Нове місто», агентство нерухомості «Аіса» та низка інших, а також крамниця натуральної косметики та косметологічний кабінет «Бомба шоп». У 1970-х роках до кам'яниці прибудована одноповерхова нежитлова будівля, в якій до 2024 року містився магазин «Сантехніка».
У 2024 році на розі вулиць Київської, 21 та Єфремова, 22 планується будівництво двох окремих житлових корпусів. Один з них, буде розташований на місці колишньої будівлі магазину «Сантехніка», що на вулиці Київській, 21 та буде чотириповерховим з комерційними приміщеннями на першому поверсі. Другий корпус, що прилягає до вул. Єфремова, 22, стане житловим і фактично складатиметься з однієї великої квартири. Під внутрішнім подвір'ям планується облаштування підземного паркінгу, а також благоустрій та озеленення території. У будинку буде лише п'ять квартир, кожна з яких займатиме окремий поверх, тоді як паркінг матиме місце для більшої кількості автомобілів.
№ 23. (колишня адреса — Байки або На Байках). Власником кам'яниці у 1915—1939 роках був Францішек П'ясецький В будинку діяла аптека «Під святим Яном», власниками якої за Польщі у різні роки були Кшижановський, Віктор Левицький та Абрам Воль. Нині тут міститься аптека № 38.
№ 24, 26, 28, 28а — житловий будинок збудований у 1926 році за проєктом Вітольда Мінкевича у стилі ар деко. Будинок складається з чотирьох секцій, які зміщені відносно осі. Фасад декоровано трикутними сандриками, що розмішуються над вікнами. Балкони мають трикутну форму. Будинки внесені до Реєстру пам'яток архітектури місцевого значення під охоронними № 1602-м, 1602/1-м, 1602/3-м, 1602/4-м. У підвалі будинку № 24 від 1970-х років працює популярний гриль-бар, відомий у народі під назвою «Унітаз», нині — паб «The Unitas». У 2021 році в межах програми «100 років модернізму у Львові» Бюро спадщини ознакувало будинок № 24 інформаційною табличкою.
№ 25 — триповерхова кам'яниця, на першому поверсі якої від радянських часів міститься автошкола (Політехнічна філія), а нині також тут містяться грумінг-салон «Charlie and woof» та крамниця модного одягу для дітей і підлітків «Модні діти».
№ 27 — наріжна чотириповерхова кам'яниця збудована у 1909—1911 роках за проєктом Станіслава Борковського, автором скульптурних композиції був Теобальд Оркасевич. Кам'яниця декорована символами Листопадового повстання, 80-ліття якого тоді відзначалося: булава на шпилі купола та скульптурна група під ним, консолі під еркером, литовська Погоня на аттику. На фасаді з боку вулиці Коновальця можна побачити герби Русі (Архістратиг Михаїл) і Литви (Погоня) та слід від гербового щита, на якому був польський Орел. Будинок внесений до Реєстру пам'яток архітектури місцевого значення під охоронним № 1602/2-м. У 1910-х роках тут містилася так звана невеличка школа (школка) Фробеля, якою керувала Ґелена Маковецька. На першому поверсі нині містяться офіс туристичної фірми «Тур-Ретур» та приватна нотаріальна контора.
№ 31 — за Польщі тут містилися автомобільні гаражі «Байки» Маріана Волака, а від радянських часів тут міститься підстанція № 1 комунального підприємства ЛОР «Львівська станція швидкої медичної допомоги». 
№ 34 — будинок споруджений у 1934 році для архітектора Юзефа Йоахіма Тіша, за його власним проєктом, у стилі функціоналізму. При будівництві уперше було використано стропи в системі «ISTEG». Ризаліт винесено на мансардний поверх, що підкреслює поворот вулиці та по обидва боки від нього розташовані балкони лоджії. Над вхідними дверима дата зведення будинку, виконана в римських цифрах. Також на дверях збереглись ще рештки автентичного скління. Інтер'єри будинку виконані в стилі ар-деко. Вхідний портал декорований поліхромною керамічною плиткою. Під'їзд будинку декоровано двома керамічними рельєфами — білий зображає динамічну фігуру чоловіка, а червоний — статичну жіночу постать, що розташовані між плиткою. Цією ж плиткою та золотими фризами декорований плафон. Будинок внесений до Реєстру пам'яток архітектури місцевого значення під охоронним № 2132-м. У 2021 році в межах програми «100 років модернізму у Львові» Бюро спадщини ознакувало будинок № 24 інформаційною табличкою.
№ 36. Будинок споруджено для Юзефа Йоахіма Тіша у 1930 році. Проєкт розробляв Максимільян Когут: перший у 1925 році та другий у 1930 році, за яким і розпочали будівництво. За проєктом будинок мав мати чотири поверхи, але добудували ще й п'ятий мансардний. За Польщі тут містилася фабрика костельних кадил Курилка. 
№ 37. За Польщі тут функціонувала автомеханічна майстерня Кустановича. Нині цієї адреси не існує, а будівля колишньої майстерні використовується як гаражні бокси підстанції № 1 комунального підприємства ЛОР «Львівська станція швидкої медичної допомоги».
№ 39 — триповерхова кам'яниця в якій для вирішення простору вестибюльного приміщення використана керамічна плитка, створена на підприємстві «Брати Мунд».